# Pavel Tůma

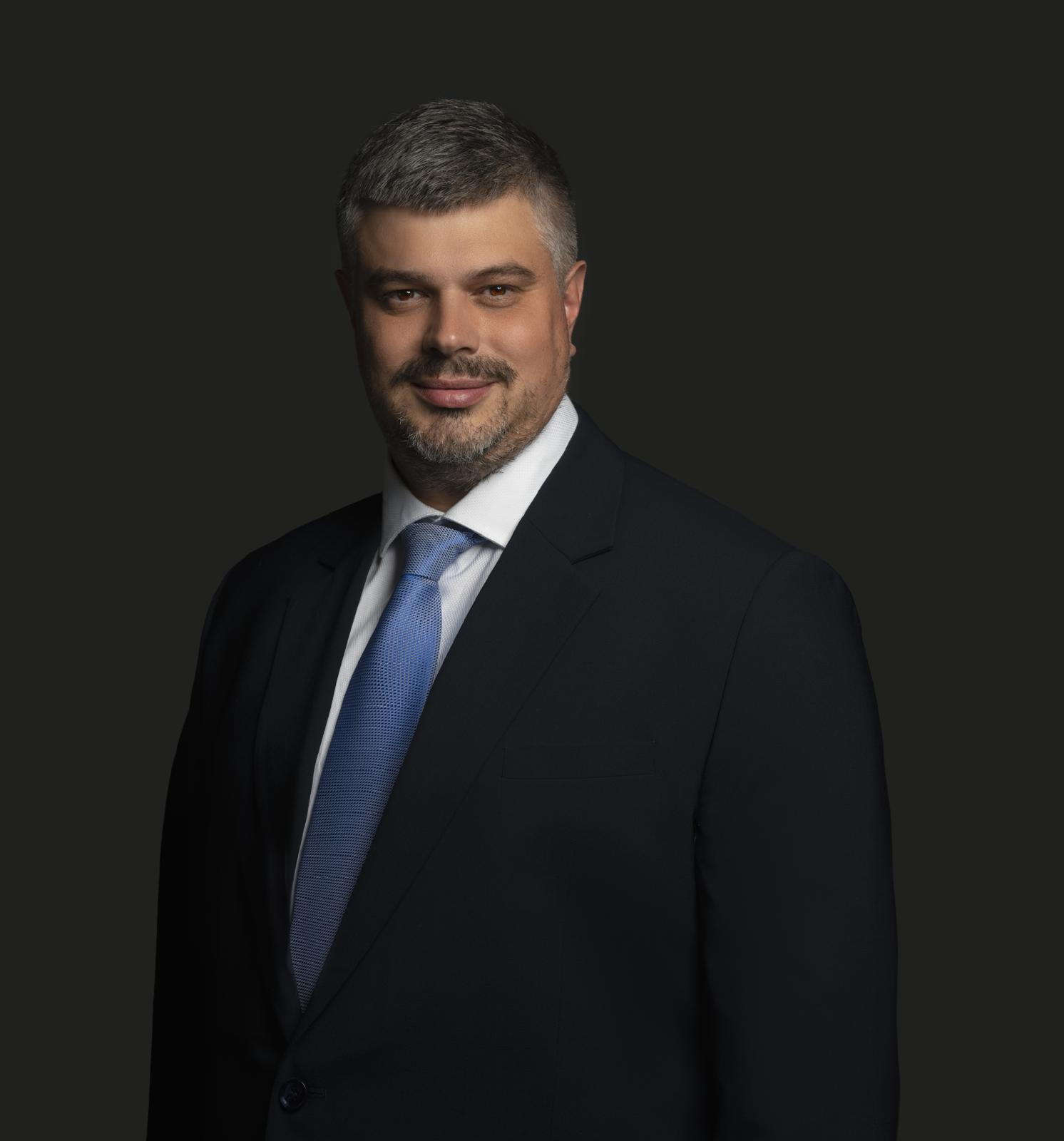
Ing. Pavel Tůma

Pavel Tůma (* 5. května 1985) je český komunální politik, člen strany PRO Jindřicha Rajchla, náměstek primátora města Chomutov  a člen Zastupitelstva Ústeckého kraje. V rámci své funkce se věnuje správě městského majetku, informačním technologiím, příspěvkové organizaci Zoopark Chomutov, městské společnosti Teplo Chomutov s.r.o. a KULTURA A SPORT CHOMUTOV s.r.o..  V roce 2025 oznámil kandidaturu do Poslanecké sněmovny Parlamentu České republiky za Ústecký kraj na kandidátní listině SPD. 
- V komunální politice působí jako zastupitel města Chomutov od roku 2018.
- Dne 16. září 2024 byl zvolen náměstkem primátora na zasedání zastupitelstva města, které reagovalo na rezignaci bývalého primátora a jeho stranického kolegy Marka Hrabáče (korupční kauza přidělování zakázek).[4]
- Je členem městské rady zvoleným za ANO, nyní po rezignaci v ANO za PRO Jindřicha Rajchla.

## Život
V minulosti vedl rodinnou firmu VINECO - Vinné sklepy Chomutov s.r.o. o 86 zaměstnancích, kterou prodal v roce 2025. Od roku 2014 se věnuje komunální politice, kde postupně zastával funkce zastupitele, radního a od roku 2024 působí jako druhý náměstek primátora Statutárního města Chomutov. V témže roce se stal také krajským zastupitelem za Ústecký kraj.
Kromě politického působení je aktivní v několika mysliveckých sdruženích, věnuje se včelařství a sportovnímu rybolovu. V minulosti se podílel na legislativních jednáních týkajících se novelizace vinařského zákona ve prospěch v té době ještě jím vedené firmy VINECO.

## Vzdělání
Pavel Tůma absolvoval v letech 2000–2004 Gymnázium Chomutov, kde složil maturitní zkoušku.[zdroj?] Vysokoškolské vzdělání získal na Univerzitě Jana Evangelisty Purkyně v Ústí nad Labem, obor Informační technologie, kde v letech 2006–2010 získal bakalářský titul.[zdroj?] V období 2010–2012 pokračoval magisterským studiem (titul Ing.) na Vysoké škole finanční a správní v Mostě, v oboru marketingová komunikace.

## Politické působení
Pavel Tůma působil jako náměstek primátora statutárního města Chomutov za hnutí ANO. V roce 2025 byl spolu s dalšími radními vyzván krajským předsednictvem hnutí k rezignaci v souvislosti s kauzou tehdejšího primátora Milana Petriláka. Tůma se rozhodl výzvu neakceptovat a následně vystoupil z hnutí ANO. V důsledku hromadného odchodu členů došlo k zániku místní organizace ANO v Chomutově. Po ukončení působení v ANO se Tůma připojil ke straně PRO a v rámci spolupráce s hnutím SPD kandiduje ve volbách do Poslanecké sněmovny.
Krajské zastupitelstvo: Od roku 2024 je Pavel Tůma členem Zastupitelstva Ústeckého kraje. Mandát získal ve volbách jako kandidát za hnutí ANO. V průběhu volebního období se podílel na činnosti krajského zastupitelstva, přičemž se zaměřoval zejména na oblast regionálního rozvoje a komunální politiky. Po svém odchodu z hnutí ANO pokračuje ve funkci krajského zastupitele jako člen strany PRO.
Komunální činnost: Pavel Tůma působí v komunální politice města Chomutov, kde zastává funkci náměstka primátora. V rámci své gesce má na starosti odbor majetku města, odbor informačních technologií, příspěvkovou organizaci Zoopark Chomutov a městské společnosti Teplo Chomutov s.r.o. a KULTURA A SPORT CHOMUTOV s.r.o.. 

## Veřejná vystoupení
V roce 2025 se vyjádřil k politickému tlaku ze strany krajského vedení hnutí ANO, které vyzvalo chomutovské radní k rezignaci. Důvodem výzvy byly pochybné obchody a podezření na zneužití dotace ze strany dalšího primátora Chomutova z hnutí ANO a rovněž Tůmova stranického kolegy Milana Petriláka. Tůma rezignaci odmítl s tím, že „stranická disciplína se dá dodržovat jen do určité doby“ a že „ze strany vedení ANO by byla na místě jistá shovívavost“.
4. 4. 2025 způsobil náměstek Pavel Tůma dopravní nehodu, při které srazil muže na elektrokolobezce. 